# 鹽丘
鹽丘（英語：salt dome）
是一種圓頂結構，由深部厚層蒸發岩礦物（主要是岩鹽）垂直侵入周圍的岩層，形成的底闢構造。 它在石油地質學中很重要，因為鹽岩結構是不可滲透的，是地層圈閉的形成要素之一。
鹽丘的形成始於鹽在流域受限的海水盆中的沉積。當流入盆地的富含鹽分的海水大於流出盆地的海水，盆地大部分水都是通過蒸發而流失，導致沈積鹽蒸發岩。鹽的沉積速率大於碎屑的沉積速率, 但單次蒸發事件很少足以產生鹽丘形成所需的大量鹽。這表明盆地必須持續性的間歇性海水流入和蒸發 。
通常沉積物被壓實后，導緻密度增加。但與碎屑不同，鹽層由於其晶體結構，壓力對鹽密度的影響要小得多。當鹽層被厚層沉積物覆蓋后，導致鹽層比上覆的沉積物具有浮力。加上鹽的延展性讓它能塑性變形和橫向流動，將上覆沉積物與下伏沉積物分離。
鹽層的垂直流動是順構造運動引起的斷層或破裂帶，根據本身的浮力驅動向上移動。初期的垂直流動會造成中間厚的鹽枕（salt pillow）構造。鹽枕繼續成長就形成底闢構造。底闢成長的高度與上覆蓋層厚度有關。一般能達到蓋層厚度的三分之二到四分之三。如果鹽層夠厚，埋藏夠深，底闢構造能突破地表，就會變成流動的鹽冰川。